# نوژان-سور-مرن
شهر نوژان-سور-مَرن (به فرانسوی: نوژان سور مرن) در شهرستان ول-دو-مرن در ناحیه ایل-دو-فرانس با جمعیت ۳۰٬۶۳۲ نفر در کشور فرانسه واقع شده‌است